# Soldatenheim

Un Soldatenheim, terme allemand signifiant « foyer du soldat », était un établissement réservé à la détente des hommes de troupe de la Wehrmacht dans les territoires occupés.

## Historique
Il existait plusieurs types de ces établissements, le plus courant étant le Soldatenheim destiné au plus grand nombre car aux hommes de troupe. L'Offizierkasino, comme son nom l'indique, était destiné aux hauts-gradés. Il existait également des établissements de moindres dimensions, les Soldatenkaffee.
Ces établissements s'apparentaient à un mess au sein duquel les soldats pouvaient également se détendre devant des spectacles ou jouer à des jeux de société, lire la presse et regarder les actualités.

## Organisation
Ces établissements étaient soit construits de toutes pièces, soit installés dans des lieux réquisitionnés. Ce fut par exemple le cas de la Brasserie Georges, à Lyon.